# Battaglia di Nancy
La battaglia di Nancy oppose il duca di Borgogna Carlo il Temerario al duca di Lorena Renato II. Lo scontro si concluse con la sconfitta e la morte del Temerario. Il principale beneficiario di tale battaglia fu il re di Francia, Luigi XI, il quale si impadronì di una parte degli stati borgognoni.

## Le origini del conflitto

### L'espansione della Borgogna
Nel 1363, Filippo II l'Ardito, figlio del re Giovanni II di Francia, ricevette in appannaggio il ducato di Borgogna e sposò una ricca ereditiera, Margherita III, contessa delle Fiandre, di Borgogna (Franche-Comté), di Artois, di Rethel e di Nevers. I loro discendenti acquisirono in diversi modi (matrimoni, eredità, acquisto e conquista) una gran parte di ciò che al giorno d'oggi costituisce il Benelux: le contee d'Olanda, di Zelanda, di Hainaut ed i ducati del Brabante e del Lussemburgo.
L'insieme degli stati borgognoni fu diviso in due parti: una relativa al ducato ed alla contea di Borgogna, l'altra ai futuri Paesi Bassi spagnoli (l'odierno Benelux). Tra le due, la Champagne ed i ducati di Lorena e di Bar.
Nel 1467, Carlo il Temerario subentrò al padre Filippo III di Borgogna. Lo scopo della sua vita fu di collegare territorialmente i suoi domini e di ottenere un'investitura reale, ricreando l'antico regno di Lotaringia. Egli però non cominciò dalla Lorena, bensì annetté prima l'Alta Alsazia, che l'imperatore Federico III gli aveva dato in pegno ed in garanzia di un prestito di cinquantamila fiorini e che non fu in grado di restituire. Dall'Alta Alsazia, il duca pensò di partire alla conquista della Svizzera. Nel 1473, il Temerario si impossessò del ducato di Gueldre.

### Il trattato di Treviri
Il duca di Borgogna si diresse allora verso la Lorena. Approfittando della giovane età del nuovo duca, Renato II, lo incontrò a Treviri e firmò un trattato in base al quale entrambi si impegnavano a non allearsi con Luigi XI secondo un'intesa che potesse nuocere alla controparte. In più, Renato II concesse a Carlo I il libero passaggio nei suoi possedimenti ed autorizzò l'acquartieramento di guarnigioni borgognone a Charmes, Darney, Épinal, Neufchâteau e Prény. Bisogna dire che Renato II non aveva molta scelta, poiché non poteva contare sull'aiuto di Luigi XI, il quale aveva appena firmato una tregua con Carlo I.
Molto rapidamente si moltiplicarono gli incidenti tra la popolazione lorenese e le guarnigioni borgognone.

### La rottura della pace
Renato II si mise allora in contatto con gli avversari del duca di Borgogna: Luigi XI, gli svizzeri della Confederazione degli Otto Cantoni, minacciati dai progetti di espansione di Carlo I, le città dell'Alta Alsazia, che subivano gli abusi dell'amministrazione borgognona.
Luigi XI firmò parecchi trattati: con gli svizzeri (ottobre 1474), con Federico III (dicembre 1474), con Edoardo IV di Inghilterra (Trattato di Picquigny, 29 agosto 1475), che isolarono Carlo il Temerario. Forte di queste alleanze, Renato II lanciò la sua sfida allo scomodo vicino il 9 maggio 1475. Carlo cominciò col firmare una nuova tregua con Luigi XI, poi in autunno invase la Lorena. Tosto conquistò Charmes, poi Epinal ed infine Nancy il 24 novembre 1475, dopo un mese di assedio. Prudenti, gli stati della Lorena si ricongiunsero al vincitore e Carlo I si proclamò duca di Lorena. In data 11 gennaio 1476, egli lasciò la Lorena per combattere i confederati svizzeri.

### Gli insuccessi del Temerario
In effetti Carlo I aveva acquisito l'Alta Alsazia con l'intenzione di conquistare la Svizzera. D'altro canto Friburgo e Berna invasero il Canton Vallese e la regione del Vaud, che appartenevano a Filiberto II, duca di Savoia (1456 – 1482), alleato del duca di Borgogna
Renato II, da parte sua, si unì alla lega di Costanza, formata dagli avversari svizzeri ed alsaziani del Temerario. Una prima battaglia si svolse a Grandson il 2 marzo 1476 ed il duca di Borgogna vi fu sconfitto. Per vendicare l'affronto, Carlo I marciò su Morat, ove fu nuovamente battuto il 22 giugno 1476 nell'omonima battaglia. Il suo esercito fu annientato e la perdita dell'artiglieria l'obbligò a ripiegare su Digione, dove cominciò a reclutare nuove truppe ed a riorganizzare l'armata.
All'annuncio delle disfatte borgognone, la Lorena si ribellò. Partigiani lorenesi si impadronirono di Vaudémont, dopodiché scacciarono le guarnigioni presenti a Arches, Bruyères, Saint-Dié, Remiremont e Bayon. Renato II li raggiunse a Lunéville, che fu presa il 20 luglio. Il 22 luglio, si arrese Épinal. Il giorno dopo Renato si recò a Friburgo per ottenere aiuti, ma ricevette solo la garanzia che nessuno dei nemici del duca di Borgogna avrebbe firmato una pace separata.

## L'assedio di Nancy

### L'assedio di Renato II
Il 22 agosto 1476, alla testa di un esercito di 4000-5000 uomini, il duca lorenese pose l'assedio a Nancy, difesa da una guarnigione borgognona di 2000 soldati, per la maggior parte inglesi, comandati da Jean de Rubempré.
Nessuno dei messaggi inviati da Carlo I per annunciare il suo prossimo arrivo giunse a Nancy: furono tutti intercettati dall'esercito lorenese. In capo ad un mese e mezzo gli inglesi, il cui capo era stato ucciso nel corso d'una sortita, stanchi di mangiare cani, costrinsero Rubempré a negoziare. La città aprì le sue porte il 7 ottobre ed il giorno successivo la guarnigione borgognona abbandonò Nancy per raggiungere il conte di Campobasso in Lussemburgo. Questi stava effettivamente radunando un esercito nel nord degli stati borgognoni.

### L'assedio del Temerario

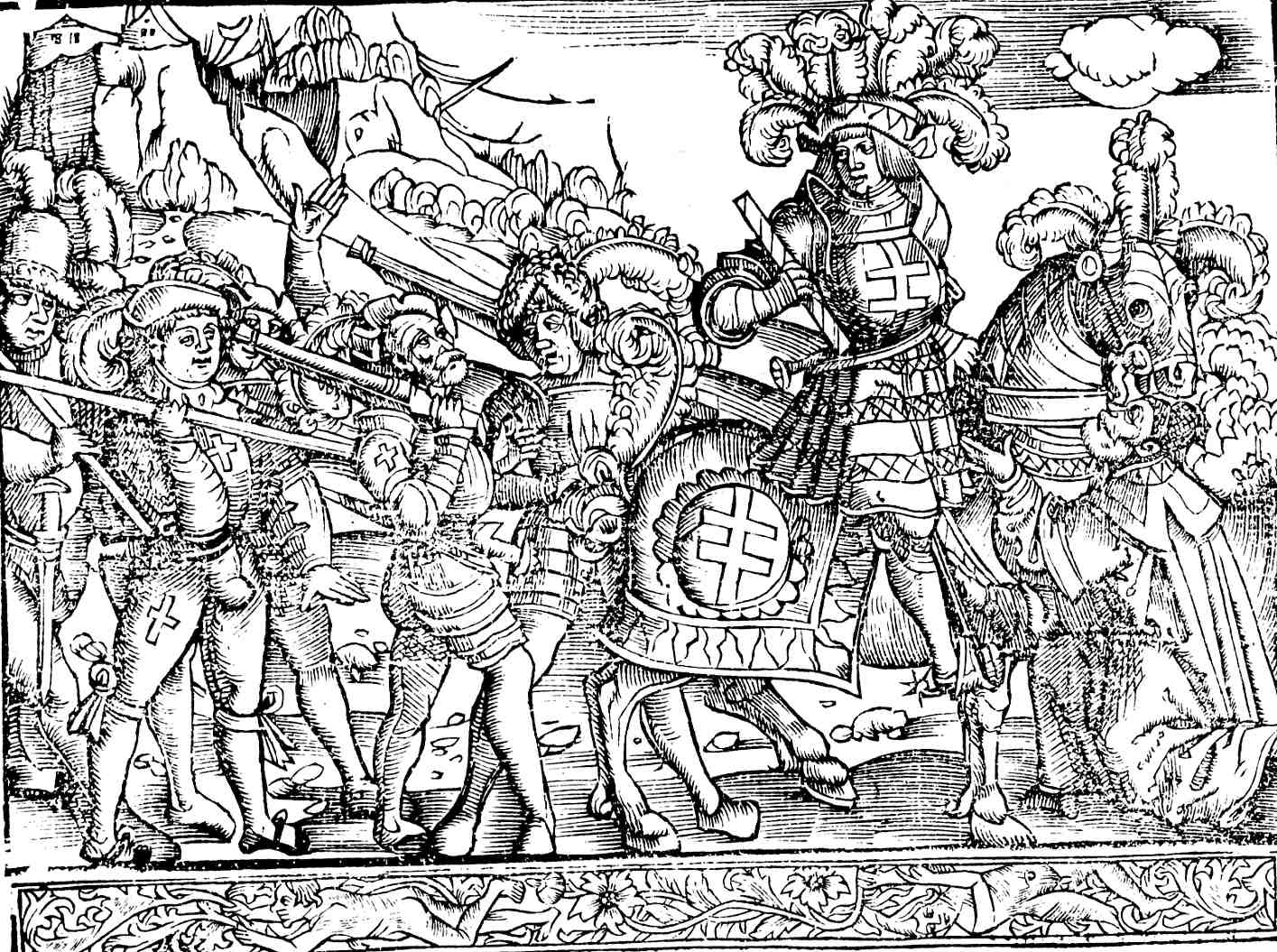
Il duca Renato II alla testa delle sue truppe svizzere davanti alla città di Saint-Dié (Liber Nanceidos, Pierre de Blarru, 1519)

Il 25 settembre il Temerario aveva lasciato Gex alla testa di un esercito di 10000 soldati in direzione di Nancy. Il 9 ottobre Renato II lo attendeva sulla riva est della Mosella per impedirgli di attraversare il fiume, ma Carlo rimase su quella ovest e si diresse verso Toul ove, il 10 ottobre, si unì a Campobasso; quest'ultimo proveniva dal Lussemburgo al comando di 6000 uomini. Il 16 ottobre i due attraversarono la Mosella e Renato, con i suoi 9000 uomini, non poté far nulla per impedirlo e ripiegò su Saint-Nicolas-de-Port. Il 19 ottobre, su consiglio dei suoi capitani e con la certezza che Nancy avrebbe resistito a due mesi d'assedio, Carlo I si diresse in Alsazia ed in Svizzera per procurarsi dei rinforzi.
Il 22 ottobre il Temerario pose l'assedio a Nancy, difesa da 2000 soldati, in maggioranza veterani di Morat. Il suo esercito si installò su una collinetta che sorgeva presso l'odierna piazza Thiers e si sistemò in prossimità della commenda ecclesiastica di Saint-Jean. I capitani borgognoni gli consigliarono vivamente di togliere l'assedio e di spostarsi a Pont-à-Mousson oppure a Metz, per riprendere l'offensiva in primavera, ma Carlo non diede loro retta.
I partigiani lorenesi tormentavano i borgognoni regolarmente e l'inverno fu rigido (400 borgognoni morirono assiderati la vigilia di Natale), così il morale delle truppe di Carlo I si abbassò e le diserzioni si moltiplicarono. Anche Campobasso disertò il 31 dicembre con 180 cavalieri. A Nancy il 23 dicembre, si abbattevano i cavalli e si cacciavano cani, gatti e topi per nutrirsi. L'acqua gelò nei pozzi e si tolse il legno dalle coperture dei tetti per usarle come legna da ardere.
Renato II, da parte sua, non rimase inattivo. La Confederazione Svizzera non desiderava intervenire, ma autorizzò il duca lorenese a reclutare 9000 mercenari, cosa che egli fece finanziato da Luigi XI. 8000 soldati alsaziani si unirono alle predette forze. Il luogo di raggruppamento degli eserciti fu fissato a Saint-Nicolas. Il 2 gennaio 1477 un distaccamento borgognone, inviato in esplorazione, fu sorpreso e fatto a pezzi. Il conte di Campobasso e le sue truppe si unirono alla Lorena il 4 gennaio. Si formò quindi un esercito di 19000-20000 uomini.

## La battaglia di Nancy
Il duca di Borgogna, apprendendo l'imminente arrivo dell'esercito di Renato II, prese posizione su un rilievo vicino Jarville-la-Malgrange. Nonostante la sconfitta di Morat, ove egli era stato attaccato sul fianco, Carlo trascurò di proteggere il suo lato destro, che si stendeva sul limitare del bosco di Saurupt.
La domenica del 5 gennaio, prima dell'alba, Renato II partì da Saint-Nicolas de Port; il suo esercito avanzò nella campagna lorenese ricoperta dalla neve. A Laneuveville alcuni suoi esploratori avvistarono una vedetta borgognona e la uccisero. Da quel momento in avanti il Temerario non ebbe più informazioni sull'esercito nemico in avvicinamento. Renato II ed i suoi capitani, in base ai rapporti degli esploratori, decisero di aggirare l'esercito borgognone attraverso il bosco di Saurupt, per poter attaccarlo sul fianco; allo scopo di ingannarlo, inviarono un piccolo reparto comandato da Vautrin Wisse lungo la strada da Nancy a Saint-Nicolas. Nonostante la copiosa nevicata che limitava fortemente la visibilità, gli esploratori alleati avevano compreso che un assalto frontale contro le posizioni di Carlo I sarebbe stato disastroso perciò l'avanguardia di circa 7000 fanti e 2000 cavalieri fu istruita ad attaccare da destra, mentre l'urto principale sarebbe arrivato dai circa 8000 fanti (4000 picchieri, 3000 alabardieri e 1000 uomini muniti di armi da fuoco) e 1300 cavalieri del centro (il cosiddetto Gewalthut). Come accennato, fu infatti questa parte dell'esercito di Renato che si incamminò su un percorso di aggiramento del fianco sinistro borgognone. Una piccola retroguardia di 800 soldati muniti di armi da fuoco rimase come riserva.
Dopo una marcia di circa due ore i mercenari svizzeri sbucarono dai pendii boscosi dietro le posizioni nemiche e si disposero a cuneo. Il suono dei corni svizzeri echeggiò per tre volte ed i soldati caricarono verso le posizioni borgognone. L'effetto sorpresa fu totale e le sorti della battaglia furono segnate in pochi minuti. L'artiglieria cercò di puntare il Gewalthut, ma l'alzo non fu sufficiente. Josse de Lalaing subì il primo assalto, fu ferito gravemente e morì. Sebbene l'ala destra della cavalleria borgognona avesse tagliato fuori quella rivale, la massa della fanteria svizzera andò avanti con determinazione per impegnare a parte il quadrato della fanteria del Temerario, inferiore numericamente. L'avanguardia fece retrocedere l'ala sinistra borgognona e mise in fuga l'artiglieria. Appena Carlo I cercò di arginare l'avanzata del Gewalthut, trasferendo truppe dal fianco sinistro, il peso dei numeri schierati contro di lui divenne evidente e l'esercito borgognone cominciò a sfaldarsi.
Determinato fino alla fine, il Temerario con i suoi generali tentò invano di raccogliere le truppe in disfacimento, ma senza successo. La sua piccola compagnia fu infine circondata dagli svizzeri. Un alabardiere assestò un colpo mortale al duca di Borgogna colpendolo sull'elmo. Carlo I fu visto cadere, ma la battaglia rifluì attorno a lui.
Jacques Galleotto, ferito, fuggì con le sue truppe lungo il fiume Meurthe, lo guadò a Tomblaine e scappò verso nord.
Campobasso tenne il ponte di Bouxières-aux-Dames, a nord di Nancy, e massacrò i fuggitivi, limitandosi a non fare prigionieri se non le personalità importanti, fra le quali Olivier de la Marche. I difensori della città fecero una sortita e saccheggiarono il campo borgognone.

### I giorni successivi

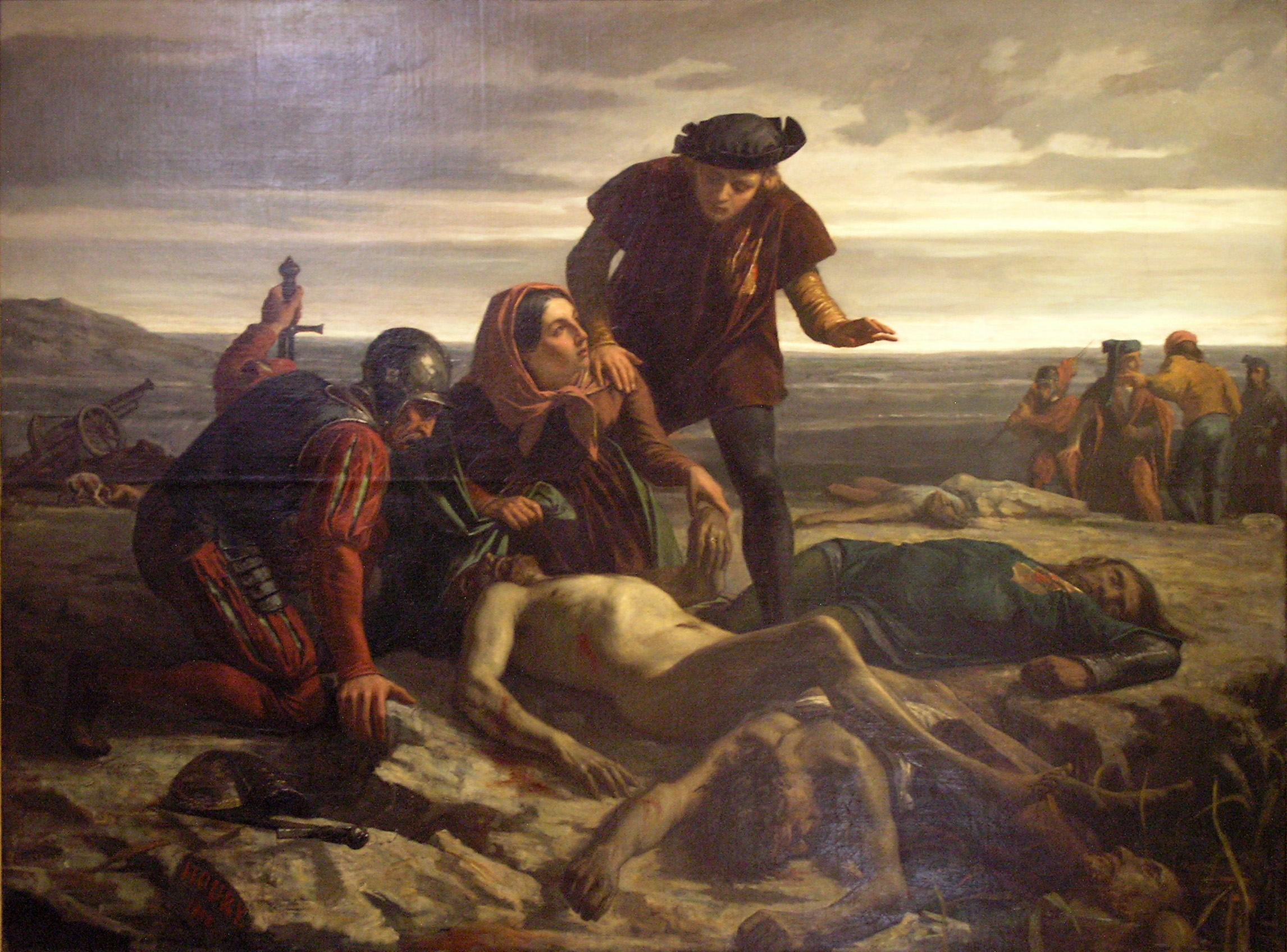
La scoperta del cadavere di Carlo il Temerario, Museo lorenese.

Solo l'indomani, su indicazione di Baptiste Colonna, un paggio del duca di Borgogna, il quale aveva visto cadere il suo signore vicino allo stagno di Saint-Jean, la salma di Carlo I fu ritrovata ed identificata. Il cadavere era sfigurato e mezzo divorato dai lupi; fu poi seppellito nella chiesa collegiata di Saint-Georges. Una croce fu eretta in seguito per segnare il luogo di morte del Temerario (l'odierna piazza della Croix de Bourgogne). Parimenti, nella Gran Via a Nancy, un'indicazione “1477” sul selciato indica il sito ove il corpo di Carlo I fu deposto prima di essere inumato.

## Conseguenze
Luigi XI aveva firmato nel 1475, a Picquigny, una tregua con il re Edoardo IV di Inghilterra. Quest'ultimo, privo del sostegno del duca di Borgogna, fu costretto a rinunciare definitivamente alle sue ambizioni sulla Francia.
Sin dall'annuncio e dalla conferma della morte di Carlo I, Luigi XI si impadronì di una parte degli stati borgognoni: il ducato e la contea di Borgogna, la Piccardia, l'Artois e le Fiandre, a danno di Maria di Borgogna, figlia del Temerario. Questa si rivolse al suo fidanzato Massimiliano I d'Asburgo, figlio di Federico III; nel 1482 recupererà le Fiandre, l'Artois e la Franca Contea. Cominceranno quindi diversi secoli di lotta tra i monarchi francesi e gli Asburgo. Il figlio di Massimiliano e di Maria, Filippo d'Austria detto il bello, sposerà l'erede di Spagna e sarà padre di Carlo V. Per due secoli il regno di Francia sarà circondato dai territori spagnoli: lungo i Pirenei a sud, la Franche-Comté ad est ed i Paesi Bassi spagnoli a nord.

### A memoria della battaglia di Nancy
- Sui luoghi della battaglia, Renato II fece edificare la chiesa di Notre-Dame de Bonsecours. Fece inoltre costruire in città la Chiesa delle Cordigliere.

- In ricordo della sconfitta del Temerario, la città adottò come stemma il cardo ed il motto non inultus premor.
- Pierre de Blarru realizzò una narrazione della guerra tra lorenesi e borgognoni, in particolare della battaglia del 1477, nell'epopea della Nancéide.
- Eugène Delacroix eseguì un dipinto della battaglia di Nancy, oggi al Museo delle Belle Arti nella medesima città.
- Oltre alla chiesa di Notre-Dame de Bonsecours, un monumento, situato nella piazza della Croix di Bourgogne ed una lastricatura della Gran Via commemorano a Nancy la battaglia del 1477 e la morte di Carlo I.